# Reichskomisariatul Don-Volga
Reichskomisariatul Don-Volga (în germană: Reichskommissariat Don-Volga) a fost un regim civil de ocupație (teoretic) al Germaniei Naziste care a fost planificat în primele etape de ocuparea de teritorii în Uniunea Sovietică, unul dintre multele Reichskommissariate. Este menționat în memorandumurile germane pur și simplu ca Dongebiet („teritoriul Don”).
Se întindea aproximativ de la Marea Azov până la Republica Socialistă Sovietică Autonomă Germană Volga, o zonă fără orice limite naturale, unitate economică sau cu o populație omogenă. Capitala era planificată la Rostov-pe-Don. Dietrich Klagges, Prim-ministrul Ducatului de Braunschweig a fost propus de liderul nazist Alfred Rosenberg ca Reichskommissar.

## Legături externe
- en Decretul Führerul din 17 iulie 1941 de stabilire a Reichskommissariatelor în Uniunea Sovietică